# Herkules Mida
Herkules Mida var en arkitekt och bildhuggare verksam i Sverige 1580–1596. 
Herkules Mida var troligen son till en Nicolaus Midow från Antwerpen. Troligen utbildade han sig till stenhuggare under faderns ledning och var verksam som sådan i Lübeck under början av 1570-talet. Omkring 1575 överflyttade han till Danmark, där han för Albert Oxes räkning uppförde slottet Nielstrup på Lolland. Han har även tillskrivits Eilert Grubbes gravkapell vid Kongsteds kyrka 1575, epitafiet över Erik och Sidsel Oxe i Århus domkyrka 1576 och en altaruppsats i Lunds domkyrka 1577. 1580 övergick Mida i hertig Karls tjänst. Frånsett ett besök i Danmark 1581 och en resa till Tyskland 1584 stannade han i hertigens tjänst till 1596. Han främsta uppgift var att som efterträdare till Kristoffer Pahr utföra om- och tillbyggnader samt inredningar för Nyköpingshus. Under Midas ledning fullbordades längorna kring borggården och de båda hörntornen med sina huvar uppfördes och bebyggelsen krig förborgen fick sitt slutliga utförande. Mida var även verksam vid Örebro slott och Gripsholms slott. I Strängnäs domkyrka utförde han 1585 ett litet gravmonument över hertig Karls avlidna barn samt ett större över Maria av Pfalz. Midas arkitektur visar tydliga influenser från nordtyska förebilder. Han hade en förkärlek för balustermotiv, diamantkvaderrustik och rik ornamental och figural dekor. I sin roll borde han i hög grad ha påverkat svensk byggnadskonst, men mycket lite är bevarat från tiden.